# Présomption irréfragable en droit français
La présomption irréfragable, en droit français, interdit au défendeur d’apporter la preuve contraire (cette présomption légale est appelée en droit romain Praesumptio iuris et de iure). Elle est rare et les cas d’application sont énumérés par le code civil. Un synonyme est juridiquement irréfutable.

## Quelques exemples
- L’article 1282 ancien du code civil précisait ainsi que la remise par un créancier d’un titre libératoire à son débiteur (exemples typiques : un ticket de caisse, une facture avec la mention « payée »…) constituait une présomption irréfragable de paiement (le créancier ne peut plus prouver qu'il n’aurait pas été payé). Cet article est remplacé en 2016 par l'article 1378-2 du code civil qui dispose que cette présomption est simple et non plus irréfragable[2].
- Dans le domaine du commissariat aux comptes, l'incompatibilité est une présomption irréfragable d'absence d'indépendance : le commissaire aux comptes qui aurait une activité incompatible avec sa mission légale ne serait plus indépendant.
- De la même façon, l'article 909 du code civil interdit aux médecins et aux pharmaciens d'hériter des personnes qu'ils soignaient, sans qu'il soit besoin de prouver la captation d'héritage.
- Dans le domaine du droit social français, cinq centrales syndicales bénéficiaient, depuis la fin de la Seconde Guerre mondiale, d'une présomption irréfragable de représentativité dans les entreprises. La loi du 20 août 2008 a mis fin à cette situation en introduisant de nouveaux critères de représentativité syndicale.
- La présomption de paternité, prévue par le Code civil de 1804, fut quasiment irréfragable jusqu'à la loi du 3 janvier 1972[3].
- L'attentat à la pudeur sans violence, contrainte ou surprise commis sur mineur était un délit réprimé par la loi du 28 avril 1832. La loi considérait qu'en dessous de la limite fixée, le mineur ne pouvait donner un libre consentement aux actes sexuels subis, établissant une présomption irréfragable de violence morale. La qualification judiciaire est aujourd'hui d'atteinte sexuelle sur mineur.